# Zbigniew Komarnicki
Zbigniew Komarnicki (ur. 28 października 1930 w Kałuszu, zm. 11 maja 2001 w Białej) – polski pedagog, historyk, działacz harcerski, kulturalny i społeczny.

## Życiorys
Urodził się w 28 października 1930 w Kałuszu na Kresach Wschodnich. Po II wojnie światowej wraz z rodziną osiadł na ziemi prudnickiej. Zamieszkał w Prudniku. Uczęszczał do Liceum Pedagogicznego w Głogówku, a następnie ukończył studia w Akademii Wychowania Fizycznego w Poznaniu. Został nauczycielem wychowania fizycznego w szkołach w Białej. Od 1966 do 1972 był kierownikiem Szkoły Podstawowej w Białej, a następnie dyrektorem Gminnej Szkoły Zbiorczej.
Organizował Związek Harcerstwa Polskiego w powiecie prudnickim. Otrzymał tytuł Harcmistrza Polski Ludowej. Był działaczem Bractwa Krzyżowców oraz Prudnickiego Towarzystwa Kultury, w latach 1976–2001 stał na czele założonego przez niego Bialskiego Towarzystwa Kulturalno-Oświatowego. Był współzałożycielem Koła Miłośników Kresów Wschodnich. Wszedł w skład kolegium redakcyjnego gminnej gazety „Panorama Bialska”. Jego teksty publikowano m.in. w roczniku „Ziemia Prudnicka” i w kwartalniku „Wczoraj Dzisiaj Jutro”. Organizował konkursy, przeglądy, prelekcje i pokazy związane z historią Śląska. Był autorem „Informatora miasta Gminy Biała”.
Zajmował się badaniem krzyży pokutnych na Opolszczyźnie. Dzięki jego staraniom wyremontowano wieżę ciśnień, ocalono fragment murów miejskich i odrestaurowano wieżę kościoła Wniebowzięcia Najświętszej Maryi Panny w Białej, a w 1988 rozpoczęto remont Wieży Bramy Prudnickiej. Udzielał pomocy kościołom na Kresach Wschodnich.
Zmarł 11 maja 2001 w swoim domu w Białej. 15 maja 2001 został pochowany na miejscowym cmentarzu komunalnym.

## Życie prywatne
Miał żonę Marię. Jego wnuczką jest aktorka Emilia Komarnicka.